# Razlike v plači med moškimi in ženskami
Evropska komisija definira razlike v plači med spoloma kot povprečna razlika pri skupnem zaslužku na uro med moškimi in ženskami.
Vzrokov za plačilne razlike je veliko ter so običajno večplastni: razlike v izbiri vrste izobrazbe med moškimi in ženskami, razlike v preferiranih vrstah industrij in služb, razlike med položaji, ki jih spola običajno zasedata, izbira služb z različnimi stopnjami tveganja, razlike v dolžini delavne dobe ter v dopustih (predvsem porodniški dopusti). Vsi navedeni faktorji pojasnijo nekje od 60% do 75% razlik v plači med spoloma, za pojasnilo preostalih 25% do 40% pa obstajajo različne razlage in teorije. Evropska komisija (link) ocenjuje, da neposredna diskriminacija prispeva k pojasnjevanju le majhnega deleža plačilnih razlik med spoloma, seveda pa se ta odstotek spreminja glede na države. Na Portugalskem se je iz leta 2008 do 2014 razlika povečala za 3,8 odstotne točke, medtem ko je se je povprečna razlika v Evropski Uniji razlike iz leta 2008 do 2013 zmanjšale 0,9 odstotne točke.

## Plačilne razlike med spoloma v času
Trenutno velja, da moški delavec v Evropski uniji v povprečju zasluži 16,2 % več kot ženska delavka podatki iz leta 2011). Skupaj z naraščanjem poudarjanja pravic žensk ter enakosti med spoloma so se v zadnjih desetletjih plačilne razlike večinoma zmanjševale, vendar to ne velja za vse države.
V letu 2012 je bilo razmerje ženskih proti moškim plačam tedenskega osemurnega dela v ZDA 80,9 %, kar je več kot en odstotek slabše kot leto prej, ko je bilo razmerje 82,2 %.   Kljub vsemu  postopno zmanjševanje plačilnih razlik med spoloma, ki se je začelo okoli 1890, očitno napreduje. Študije optimistično predvidevajo, da bodo, če se razlike še naprej manjšajo s podobno hitrostjo, do leta 2056 moški in ženske dosegli  plačilno enakopravnost. Med tem ko je bila v Sloveniji po podatkih Evropske komisije leta 2013 razika v plači med ženskami in moškimi najmanjša v Evropi; dosegala je 3,2%, med tem ko je povprečna Evropska razlika 16,3%. Povprečna skupna razlika v dohodkih v Sloveniji pa je dosegala 12,8%, med tem ko je v Evropski Uniji ta vrednosti znašala 41,4%.
Zmanjševanje plačilnih razlik ni primer dobička-izgube; izboljšanje položaja žensk ne pomeni poslabšanje položaja za moške. Da bi se razlike v plača med spoloma zaprle, bi morale ženske plače naraščati hitreje kot moške, z izboljšanjem splošne ekonomije pa se plače dvigujejo za oba spola. To se odraža tudi v vse večji finančni pomembnosti žensk v družinskih prihodkih. Velikost plačilnih razlik med spoloma se spreminja skupaj z ekonomijo; v ekonomsko slabih časih se zmanjšuje, dobrih pa povečuje, saj je takrat izplačanih največ bonusov in nadur, ki gredo nesorazmerno k moškim. 

## Merjenje plačilnih razlik med spoloma
V Evropski Uniji so razlike v plačilu med spoloma izražene kot odstotek zaslužka moških ter predstavlja razliko med povprečnim bruto plačilom na uro moških in žensk. Pri tem je bruto zaslužek plača, izplačana neposredno zaposlenemu, preden se od nje odbijejo davek in dohodek in prispevki za socialno varnost. V EU so podatki o razlikah v plačilu med spoloma pridobljeni z metodologijo raziskave o strukturi prejemnikov (SES).
Uradno poimenovanje za razliko v plačilu med spoloma v EU je „neprilagojena razlika v plačilu med spoloma“, saj pri izračunu niso upoštevani vsi dejavniki, ki vplivajo na razliko v plačilu, na primer razlike v izobrazbi, izkušnjah na trgu dela, številu delovnih ur, vrsti delovnega mesta itd. Ker se kot osnova za izračun razlike v plačilu med spoloma uporablja urna postavka, ostajajo prikrite in ne zabeležene specifične razlike v plačah, na primer razni dodatki in nagrade za uspešnost oziroma sezonska plačila.

## Glavni vzroki
Vzroki za plačilne razlike med moškimi in ženskami so večplastni in kompleksno prepleteni. Razlike se večinoma pojavljajo zaradi dejavnikov, ki niso neposredno povezani s spolno diskriminacijo. Običajno je prisoten vpliv razlik med osebnostmi lastnostmi, spolno determinirano vzgojo v družbi in splošnejše družbene in ekonomske neenakosti med moškimi in ženskami. Tu so predstavljeni največji vzroki, seveda pa jih je še mnogo več.

### Izbira poklica in sektorja
Ženske se pogosteje odločajo oziroma se zaposlujejo v sektorjih in poklicih, ki so že v osnovi manj plačani. Ženske prevladujejo v poklicih kot so izobraževalni sektor, socialno delo, zdravstveni sektor in negovanje, medtem ko moški dominirajo bolj plačane pravne, menedžerske poklice, finančne svetovalce, visoke upravne položaje itd. Vendar pa največje razlike v plačah še vedno izhajajo iz razlik znotraj istega poklica, ne med poklici.
Analiza plač po delovnih mestih pokaže, da so razlike večje med plačami moških in žensk v bolj plačanih službah in manjše v manj plačanih službah. Kirurginje tako (če nadzorujemo starost, raso, ure dela in izobrazbi) zaslužijo 71 % plače moškega kirurga, pri finančnih specialistih pa odstotek pade na 66 %.
Strokovnjaki trdijo, da bi se plačilne razlike znatno zmanjšale, če bi podjetja nehala neproporcionalno nagrajevati  posameznike, ki delajo dlje ter specifične delovne ure (ki jih ženske zaradi družinskih in gospodinjskih obveznosti doma običajno delajo manj).

### Usklajevanje delovnih in družinskih obveznosti
Ženske običajno opravljajo manj delovnih ur in so pogosto zaposlene s krajšim delovnim časom, da plačano delo lažje uskladijo z družinskimi obveznostmi.  Družinske obveznosti ter otroci vplivajo tudi na možnost napredovanja na delovnem mestu ter boljšega plačila, saj nadrejeni pogosto menijo, da se z vsemi družinskimi obveznostmi ne morajo tako posvetiti delu kot moški.  
Moški običajno zaslužijo več z vsakim otrokom, ki ga imajo, medtem ko se ženski z vsakim novim otrokom plača znižuje. To je delno posledica tega, da si matere večkrat vzamejo dela proste dni ali ure zaradi otrok, kar delno znižuje plačilno postavko, bolj pogosto pa je to posledica neprilagodljivosti delovnih mest materam ter njihovim obveznostim.
Tu govorimo tudi o t.i. »materinski kazni« (motherhood penalty), fenomenom, ki izvira iz prepričanja da so ženske manj predane službi ter manj kompetentne in učinkovite zaspolene, kar se odraža v manjši plači – v ZDA so bile 2008 matere plačane povprečno 7 – 14 % manj kot ženske brez otrok za enako delo  Prav tako je za ženske z otroki težje najti novo zaposlitev po izgubi službe. 

## Zakonska ureditev v Sloveniji in EU
V Sloveniji je enakost med spoloma urejena z Zakonom o enakih možnostih žensk in moških (Uradni list RS, št. 59/02, 61/07 – ZUNEO-A in 33/16 – ZVarD), ki v najnovejši obliki velja od leta 2002. V zakonu je določena enakost med spoloma, ki pomeni »da so ženske in moški enako udeleženi na vseh področjih javnega in zasebnega življenja, da imajo enak položaj ter enake možnosti za uživanje vseh pravic in za razvoj osebnih potencialov, s katerimi prispevajo k  družbenemu razvoju, ter enako korist od rezultatov, ki jih prinaša razvoj« 
Zakon omenja enakost spolov na ekonomskem področju ter prepoveduje kakršnokoli diskriminiranje ali preferiranje enega spola pred drugim. Zato med drugim uveljavlja tudi spolno uravnoteženo strukturo parlamenta ter drugih javnih služb. Nikjer neposredno ne omenja ter določa enakosti plač med spoloma.
EU si že dolgo prizadeva za odpravo razlik v plačilu med spoloma. Prvič si je ta cilj zastavila že z Rimsko pogodbo leta 1957. Danes imajo ukrepi EU pravno podlago v Lizbonski pogodbi, k enakosti spolov pa se je EU zavezala tudi z Listino o temeljnih pravicah.
Enakost med spoloma ter boljši izkoristek sposobnosti in spretnosti žensk sta osrednjega pomena za odpravo razlike v plačilu med spoloma in dosego ciljev strategije Evropa 2020, s katero želi EU v tem desetletju doseči rast. Strategija predvideva ustvarjanje številnejših in boljših delovnih mest ter višjo stopnjo zaposlenosti žensk v okviru splošnega cilja 75% zaposlenosti celotnega prebivalstva v starostni skupini od 20 do 64 let, stremi pa tudi k temu, da bi bilo revščini in socialni izključenosti do leta 2020 izpostavljeno oziroma zaradi njiju ogroženo 20 milijonov oseb manj.
Zmanjševanje razlik v plačilu med spoloma je za mnoge prednostna naloga, ki zahteva hitro zakonsko ureditev, na primer:
 Evropski pakt za enakost spolov, ki so ga voditelji EU sprejeli leta 2011.
 Okvir ukrepov za enakost spolov, ki so ga evropski socialni partnerji sprejeli leta 2005.
Evropska unija od leta 2011 vsako leto obeležuje tudi Evropski dan enakega plačila. To je vsakoletni dogodek, namenjen osveščanju o dejstvu, da razlika v plačilu žensk in moških še vedno obstaja in da morajo ženske za enak zaslužek delati dlje kot moški. Datum se spreminja vsako leto glede na povprečno razliko v plačilu med spoloma v EU. Spremembe v datumu evropskega dneva enakega plačila predstavljajo rahlo zmanjšanje razlike v plačilu med spoloma.